# Wereldkampioenschap voetbal 2006 (kwalificatie CONCACAF)

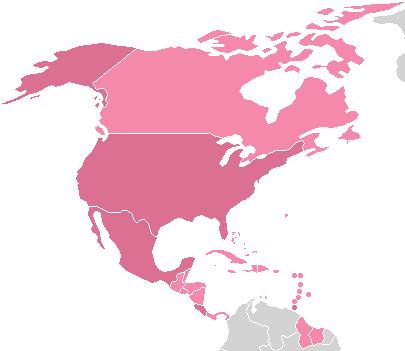
Gekwalificeerde landen
Niet gekwalificeerd

Namens de bond CONCACAF deden 34 landen mee aan de kwalificatieronden voor het wereldkampioenschap voetbal 2006. Er werd gestreden voor in ieder geval 3 plaatsen en mogelijk een vierde plaats. 

## Opzet
Het kwalificatietoernooi werd gespeeld in drie ronden. In de eerste ronde deden alle landen mee, ze werden verdeeld over 10 groepen van drie landen en 2 groepen van twee landen. In de groepen met twee landen speelde men een uit- en thuismatch en ging de winnaar door naar de volgende ronde. In de groepen met drie landen speelden eerst twee landen (bepaald door het lot) uit en thuis tegen elkaar, de winnaar daarvan speelde tegen het derde land. De winnaar van die wedstrijden ging door naar de tweede ronde. In die tweede ronde werden de twaalf landen verdeeld in drie groepen van vier landen die uit en thuis tegen elkaar speelden. De nummers 1 en 2 uit elke groep gingen door naar de derde ronde. In de laatste ronde speelden de zes overgebleven landen in één groep een uit- en thuisduel tegen elk ander land uit de groep. De nummers 1, 2 en 3 kwalificeerden zich voor de Wereldbeker, de nummer vier speelde nog tegen het vijfde land uit Azië.

## De gekwalificeerde landen
| FIFA-lid           | Confederatie | Kwalificatie               | Kwal. datum      | Aantal dln. (incl. 2006) | Dln. op rij | Eerste dln. | Laatste dln. | Titels (excl. 2006) | Beste prestatie |
| ------------------ | ------------ | -------------------------- | ---------------- | ------------------------ | ----------- | ----------- | ------------ | ------------------- | --------------- |
| Costa Rica         | CONCACAF     | Vierde ronde 3e plaats     | 8 oktober 2005   | 3e                       | 1           | 1990        | 2002         | 0                   | Groepsfase      |
| Mexico             | CONCACAF     | Vierde ronde 2e plaats     | 7 september 2005 | 13e                      | 4           | 1930        | 2002         | 0                   | Kwartfinale     |
| Verenigde Staten   | CONCACAF     | Vierde ronde 1e plaats     | 3 september 2005 | 8e                       | 5           | 1930        | 2002         | 0                   | Derde           |
| Trinidad en Tobago | CONCACAF     | Intercontinentale play-off | 16 november 2005 | 1e                       | 1           | -           | -            | -                   | -               |

## Eerste ronde

### Wedstrijden
| Team 1                      | Tot. | Team 2                   | 1e wedstr. | 2e wedstr. |
| --------------------------- | ---- | ------------------------ | ---------- | ---------- |
| Grenada                     | 8–1  | Guyana                   | 5–0        | 3–1        |
| Bermuda                     | 20–0 | Montserrat               | 13–0       | 7–0        |
| Haïti                       | 7–0  | Turks- en Caicoseilanden | 5–0        | 2–0        |
| Britse Maagdeneilanden      | 0–10 | Saint Lucia              | 0–1        | 0–9        |
| Kaaimaneilanden             | 1–5  | Cuba                     | 1–2        | 0–3        |
| Aruba                       | 2–10 | Suriname                 | 1–2        | 1–8        |
| Antigua en Barbuda          | 2–3  | Nederlandse Antillen     | 2–0        | 0–3        |
| Dominica                    | 4–2  | Bahama's                 | 1–1        | 3–1        |
| Amerikaanse Maagdeneilanden | 0–11 | Saint Kitts en Nevis     | 0–4        | 0–7        |
| Dominicaanse Republiek      | 6–0  | Anguilla                 | 0–0        | 6–0        |

|                                           |                                                             |         |        | |
| 28 februari 2004 «onderlinge duels» 19:00 | Grenada                                                     | 5 – 0   | Guyana | Grenada Nationaal Stadion Saint George's, Grenada Toeschouwers: 7.000 Scheidsrechter: Benito Archundia (MEX) |
| 28 februari 2004 «onderlinge duels» 19:00 | Bishop 34' Phillip 39' Augustine 72' Modeste 81' Rennie 91' | Verslag |        | Grenada Nationaal Stadion Saint George's, Grenada Toeschouwers: 7.000 Scheidsrechter: Benito Archundia (MEX) |

|                                        |            |         |                                  | |
| 14 maart 2004 «onderlinge duels» 15:00 | Guyana     | 1 – 3   | Grenada                          | Blairmont Community Centre Blairmont, Guyana Toeschouwers: 1.200 Scheidsrechter: Wálter Quesada (CRC) |
| 14 maart 2004 «onderlinge duels» 15:00 | Harris 29' | Verslag | 15' Charles 69' Roberts 87' Bubb | Blairmont Community Centre Blairmont, Guyana Toeschouwers: 1.200 Scheidsrechter: Wálter Quesada (CRC) |

Grenada won 8–1 over twee wedstrijden en plaatst zich voor de tweede ronde.
|                                           | |         |            |                                                                                               |
| 29 februari 2004 «onderlinge duels» 15:00 | Bermuda                                                                                                   | 13 – 0  | Montserrat | Nationaal Stadion Hamilton, Bermuda Toeschouwers: 3.000 Scheidsrechter: Michael Kennedy (USA) |
| 29 februari 2004 «onderlinge duels» 15:00 | Ming 15', 20', 50' Nusum 15', 54', 60' Smith 36' Bean 41', 52' Steede 43' Wade 77' Simons 83' Burgess 87' | Verslag |            | Nationaal Stadion Hamilton, Bermuda Toeschouwers: 3.000 Scheidsrechter: Michael Kennedy (USA) |

|                                        |            |         |                                                          | |
| 21 maart 2004 «onderlinge duels» 15:00 | Montserrat | 0 – 7   | Bermuda                                                  | Blakes Estatestadion St. John’s, Montserrat Toeschouwers: 250 Scheidsrechter: Martin Charles (DMA) |
| 21 maart 2004 «onderlinge duels» 15:00 |            | Verslag | 15' Hill 21', 44' Nusum 29' Bean 45', 46' Smith 76' Ming | Blakes Estatestadion St. John’s, Montserrat Toeschouwers: 250 Scheidsrechter: Martin Charles (DMA) |

Bermuda won 20–0 over twee wedstrijden en plaatst zich voor de tweede ronde.
|                                           |                                                |         |                          |                                                                                           |
| 18 februari 2004 «onderlinge duels» 20:30 | Haïti                                          | 5 – 0   | Turks- en Caicoseilanden | Orange Bowl Miami, Verenigde Staten Toeschouwers: 3.000 Scheidsrechter: Kevin Stott (USA) |
| 18 februari 2004 «onderlinge duels» 20:30 | Peguero 6' Descouines 43', 45', 50' Wadson 71' | Verslag |                          | Orange Bowl Miami, Verenigde Staten Toeschouwers: 3.000 Scheidsrechter: Kevin Stott (USA) |

|                                           |                          |         |                                    | |
| 21 februari 2004 «onderlinge duels» 20:00 | Turks- en Caicoseilanden | 0 – 2   | Haïti                              | Ted Hendricksstadion Hialeah, Verenigde Staten Toeschouwers: 3.000 Scheidsrechter: Ricardo Valenzuela (USA) |
| 21 februari 2004 «onderlinge duels» 20:00 |                          | Verslag | 10' (pen.) Roody 41' (e.d.) Harvey | Ted Hendricksstadion Hialeah, Verenigde Staten Toeschouwers: 3.000 Scheidsrechter: Ricardo Valenzuela (USA) |

Haïti won 7–0 over twee wedstrijden en plaatst zich voor de tweede ronde.
|                                           |                        |         |             | |
| 22 februari 2004 «onderlinge duels» 16:00 | Britse Maagdeneilanden | 0 – 1   | Saint Lucia | Sherly Ground Road Town, Britse Maagdeneilanden Toeschouwers: 800 Scheidsrechter: Victor Stewart (JAM) |
| 22 februari 2004 «onderlinge duels» 16:00 |                        | Verslag | 55' Elva    | Sherly Ground Road Town, Britse Maagdeneilanden Toeschouwers: 800 Scheidsrechter: Victor Stewart (JAM) |

|                                        |                                                                                         |         |                        | |
| 28 maart 2004 «onderlinge duels» 17:00 | Saint Lucia                                                                             | 9 – 0   | Britse Maagdeneilanden | George Odlumstadion Vieux Fort, Saint Lucia Toeschouwers: 665 Scheidsrechter: Jean-François Corrivault (CAN) |
| 28 maart 2004 «onderlinge duels» 17:00 | Emmanuel 13' (pen.), 66' Joseph 26' Jean 28', 52' Skeete 49', 55' Elva 69' Baptiste 90' | Verslag |                        | George Odlumstadion Vieux Fort, Saint Lucia Toeschouwers: 665 Scheidsrechter: Jean-François Corrivault (CAN) |

St. Lucia won 10–0 over twee wedstrijden en ging door naar de tweede ronde.
|                                           |                 |         |                     | |
| 22 februari 2004 «onderlinge duels» 19:00 | Kaaimaneilanden | 1 – 2   | Cuba                | Truman Boddenstadion George Town, Kaaimaneilanden Toeschouwers: 1.789 Scheidsrechter: Rodolfo Sibrian (ESA) |
| 22 februari 2004 «onderlinge duels» 19:00 | Elliot 72'      | Verslag | 53' Moré 89' Marten | Truman Boddenstadion George Town, Kaaimaneilanden Toeschouwers: 1.789 Scheidsrechter: Rodolfo Sibrian (ESA) |

|                                        |                   |         |                 |                                                                                              |
| 27 maart 2004 «onderlinge duels» 15:00 | Cuba              | 3 – 0   | Kaaimaneilanden | Estadio Pedro Marrero Havana, Cuba Toeschouwers: 3.500 Scheidsrechter: Marco Rodriguez (MEX) |
| 27 maart 2004 «onderlinge duels» 15:00 | Moré 7', 50', 66' | Verslag |                 | Estadio Pedro Marrero Havana, Cuba Toeschouwers: 3.500 Scheidsrechter: Marco Rodriguez (MEX) |

Cuba won met 5–1 over twee wedstrijden en plaatst zich voor tweede ronde.
|                                           |              |         |                                |                                                                                            |
| 28 februari 2004 «onderlinge duels» 19:00 | Aruba        | 1 – 2   | Suriname                       | Trinidadstadion Oranjestad, Aruba Toeschouwers: 2.108 Scheidsrechter: Roberto Moreno (PAN) |
| 28 februari 2004 «onderlinge duels» 19:00 | Escalona 89' | Verslag | 54' (pen.) Felter 63' Zinhagel | Trinidadstadion Oranjestad, Aruba Toeschouwers: 2.108 Scheidsrechter: Roberto Moreno (PAN) |

|                                        |                                                                              |         |              | |
| 27 maart 2004 «onderlinge duels» 17:00 | Suriname                                                                     | 8 – 1   | Aruba        | André Kamperveenstadion Paramaribo, Suriname Toeschouwers: 4.000 Scheidsrechter: Peter Prendergast (JAM) |
| 27 maart 2004 «onderlinge duels» 17:00 | Kinsaini 6', 49' Loswijk 14' Felter 18', 65', 66' Sandvliet 42' Zinhagel 90' | Verslag | 24' Escalona | André Kamperveenstadion Paramaribo, Suriname Toeschouwers: 4.000 Scheidsrechter: Peter Prendergast (JAM) |

Suriname won met 10–2 over twee wedstrijden en plaatst zich voor de tweede ronde.
|                                           |                        |         |                      | |
| 18 februari 2004 «onderlinge duels» 16:00 | Antigua en Barbuda     | 2 – 0   | Nederlandse Antillen | Antigua Recreation Ground Saint John's, Antigua en Barbuda Toeschouwers: 1.500 Scheidsrechter: Mauricio Navarro (CAN) |
| 18 februari 2004 «onderlinge duels» 16:00 | Roberts 39' Clarke 89' | Verslag |                      | Antigua Recreation Ground Saint John's, Antigua en Barbuda Toeschouwers: 1.500 Scheidsrechter: Mauricio Navarro (CAN) |

|                                        |                                 |         |                    | |
| 31 maart 2004 «onderlinge duels» 20:30 | Nederlandse Antillen            | 3 – 0   | Antigua en Barbuda | Ergilio Hatostadion Willemstad, Nederlandse Antillen Toeschouwers: 9.000 Scheidsrechter: Richard Piper (TRI) |
| 31 maart 2004 «onderlinge duels» 20:30 | Siberie 27' Martha 46' Hosé 48' | Verslag |                    | Ergilio Hatostadion Willemstad, Nederlandse Antillen Toeschouwers: 9.000 Scheidsrechter: Richard Piper (TRI) |

Nederlandse Antillen won met 3–2 over twee wedstrijden en plaatst zich voor de tweede ronde.
|                                        |             |         |            |                                                                                            |
| 26 maart 2004 «onderlinge duels» 19:00 | Dominica    | 1 – 1   | Bahama's   | Thomas Robinsonstadion Nassau, Bahama's Toeschouwers: 800 Scheidsrechter: Mark Forde (BAR) |
| 26 maart 2004 «onderlinge duels» 19:00 | Casimir 88' | Verslag | 66' Horton | Thomas Robinsonstadion Nassau, Bahama's Toeschouwers: 800 Scheidsrechter: Mark Forde (BAR) |

|                                        |          |         |                             |                                                                                             |
| 28 maart 2004 «onderlinge duels» 15:00 | Bahama's | 1 – 3   | Dominica                    | Thomas Robinsonstadion Nassau, Bahama's Toeschouwers: 900 Scheidsrechter: Jose Pineda (HON) |
| 28 maart 2004 «onderlinge duels» 15:00 | Jean 67' | Verslag | 39', 86' Casimir 85' Peters | Thomas Robinsonstadion Nassau, Bahama's Toeschouwers: 900 Scheidsrechter: Jose Pineda (HON) |

Dominica won met 4–2 over twee wedstrijden en plaatst zich voor de tweede ronde.
|                                           |                             |         |                                     | |
| 18 februari 2004 «onderlinge duels» 19:00 | Amerikaanse Maagdeneilanden | 0 – 4   | Saint Kitts en Nevis                | Lionel Roberts Park Charlotte Amalie, Amerikaanse Maagdeneilanden Toeschouwers: 225 Scheidsrechter: Neal Brizan (TRI) |
| 18 februari 2004 «onderlinge duels» 19:00 |                             | Verslag | 26' Higgins 50', 64' Lake 62' Isaac | Lionel Roberts Park Charlotte Amalie, Amerikaanse Maagdeneilanden Toeschouwers: 225 Scheidsrechter: Neal Brizan (TRI) |

|                                        |                                            |         |                             | |
| 31 maart 2004 «onderlinge duels» 19:00 | Saint Kitts en Nevis                       | 7 – 0   | Amerikaanse Maagdeneilanden | Warner Park Basseterre, Saint Kitts en Nevis Toeschouwers: 800 Scheidsrechter: Neftali Recinos (ESA) |
| 31 maart 2004 «onderlinge duels» 19:00 | Lake 8', 38', 46', 56', 77' Isaac 80', 90' | Verslag |                             | Warner Park Basseterre, Saint Kitts en Nevis Toeschouwers: 800 Scheidsrechter: Neftali Recinos (ESA) |

Saint Kitts en Nevis won met 11–0 over twee wedstrijden en plaatst zich voor de tweede ronde.
|                                        |                        |       |          | |
| 19 maart 2004 «onderlinge duels» 15:30 | Dominicaanse Republiek | 0 – 0 | Anguilla | Estadio Olímpico Juan Pablo Duarte Santo Domingo, Dominicaanse Republiek Toeschouwers: 400 Scheidsrechter: William Mattus (CRC) |
| 19 maart 2004 «onderlinge duels» 15:30 | Verslag                |       |          | Estadio Olímpico Juan Pablo Duarte Santo Domingo, Dominicaanse Republiek Toeschouwers: 400 Scheidsrechter: William Mattus (CRC) |

|                                        |          |         |                                                                   | |
| 21 maart 2004 «onderlinge duels» 15:30 | Anguilla | 0 – 6   | Dominicaanse Republiek                                            | Estadio Olímpico Juan Pablo Duarte Santo Domingo, Dominicaanse Republiek Toeschouwers: 850 Scheidsrechter: Greivin Porras (CRC) |
| 21 maart 2004 «onderlinge duels» 15:30 |          | Verslag | 15' Zapata 38', 61' (pen.) Severino 57', 90' Contrera 77' Casquez | Estadio Olímpico Juan Pablo Duarte Santo Domingo, Dominicaanse Republiek Toeschouwers: 850 Scheidsrechter: Greivin Porras (CRC) |

Dominicaanse Republiek won met 6–0 over twee wedstrijden en plaatst zich voor de tweede ronde.

## Tweede ronde
In de tweede ronde waren veel wedstrijden met een grootst krachtverschil, zo vermorzelde Mexico Dominica met 18-0 over twee wedstrijden, de andere grootmacht in de CONCACAF-regio de Verenigde Staten deed het wat kalmer aan tegen Grenada: 6-2 over twee wedstrijden. Costa Rica had het moeilijk met Cuba, na een 2-2 gelijkspel in Havana bleef het 1-1 in Costa Rica, waardoor de meer gescoorde uitdoelpunten de doorslag gaven. EL Salvador ontsnapte in de uitwedstrijd tegen Bermuda door twee keer een achterstand goed te maken (2-2 na een benauwde 2-1 overwinning), Suriname werd uitgeschakeld door Guatemala. In vergelijking met het vorige WK plaatste alleen Barbados zich niet voor de tussenronde, ze werden uitgeschakeld door de eilandengroep Saint Kitts en Nevis. 

### Wedstrijden
| Team 1                 | Tot. | Team 2                         | 1e wedstr. | 2e wedstr. |
| ---------------------- | ---- | ------------------------------ | ---------- | ---------- |
| Verenigde Staten       | 6–2  | Grenada                        | 3–0        | 3–2        |
| El Salvador            | 4–3  | Bermuda                        | 2–1        | 2–2        |
| Haïti                  | 1–4  | Jamaica                        | 1–1        | 0–3        |
| Panama                 | 7–0  | Saint Lucia                    | 4–0        | 3–0        |
| Cuba                   | 3–3  | Costa Rica                     | 2–2        | 1–1        |
| Suriname               | 2–4  | Guatemala                      | 1–1        | 1–3        |
| Nederlandse Antillen   | 1–6  | Honduras                       | 1–2        | 0–4        |
| Canada                 | 8–0  | Belize                         | 4–0        | 4–0        |
| Dominica               | 0–18 | Mexico                         | 0–10       | 0–8        |
| Barbados               | 2–5  | Saint Kitts en Nevis           | 0–2        | 2–3        |
| Dominicaanse Republiek | 0–6  | Trinidad en Tobago             | 0–2        | 0–4        |
| Nicaragua              | 3–6  | Saint Vincent en de Grenadines | 2–2        | 1–4        |

|                                       |                             |         |         | |
| 13 juni 2004 «onderlinge duels» 13:00 | Verenigde Staten            | 3 – 0   | Grenada | Columbus Crew Stadium Columbus, Verenigde Staten Toeschouwers: 9.137 Scheidsrechter: Mauricio Navarro (CAN) |
| 13 juni 2004 «onderlinge duels» 13:00 | Beasley 45', 71' Vanney 90' | Verslag |         | Columbus Crew Stadium Columbus, Verenigde Staten Toeschouwers: 9.137 Scheidsrechter: Mauricio Navarro (CAN) |

|                                       |                                |         |                                  | |
| 20 juni 2004 «onderlinge duels» 16:00 | Grenada                        | 2 – 3   | Verenigde Staten                 | Grenada Nationaal Stadion Saint George's, Grenada Toeschouwers: 15.267 Scheidsrechter: Neal Brizan (TRI) |
| 20 juni 2004 «onderlinge duels» 16:00 | Roberts 12' (pen.) Charles 77' | Verslag | 6' Donovan 19' Wolff 76' Beasley | Grenada Nationaal Stadion Saint George's, Grenada Toeschouwers: 15.267 Scheidsrechter: Neal Brizan (TRI) |

Verenigde Staten won 6–2 over twee wedstrijden en plaatst zich voor de derde ronde
|                                       |               |         |                          |                                                                                                |
| 12 juni 2004 «onderlinge duels» 16:30 | Cuba          | 2 – 2   | Costa Rica               | Estadio Pedro Marrero Havana, Cuba Toeschouwers: 18.500 Scheidsrechter: Benito Archundia (MEX) |
| 12 juni 2004 «onderlinge duels» 16:30 | Moré 24', 75' | Verslag | 12' Sequeira 42' Saborío | Estadio Pedro Marrero Havana, Cuba Toeschouwers: 18.500 Scheidsrechter: Benito Archundia (MEX) |

|                                       |            |         |                 | |
| 20 juni 2004 «onderlinge duels» 11:00 | Costa Rica | 1 – 1   | Cuba            | Estadio Alejandro Morera Soto Alajuela, Costa Rica Toeschouwers: 12.000 Scheidsrechter: Peter Prendergast (JAM) |
| 20 juni 2004 «onderlinge duels» 11:00 | Gómez 31'  | Verslag | 45+1' Cervantes | Estadio Alejandro Morera Soto Alajuela, Costa Rica Toeschouwers: 12.000 Scheidsrechter: Peter Prendergast (JAM) |

Costa Rica over twee wedstrijden met 3–3, op basis van het uitdoelpunt en plaatst zich voor de derde ronde
|                                       |                |         |             | |
| 12 juni 2004 «onderlinge duels» 16:30 | Suriname       | 1 – 1   | Guatemala   | André Kamperveenstadion Paramaribo, Suriname Toeschouwers: 5.500 Scheidsrechter: Alexandro Jimenez (CRC) |
| 12 juni 2004 «onderlinge duels» 16:30 | Purperhart 14' | Verslag | 36' Ramírez | André Kamperveenstadion Paramaribo, Suriname Toeschouwers: 5.500 Scheidsrechter: Alexandro Jimenez (CRC) |

|                                       |                              |         |             | |
| 20 juni 2004 «onderlinge duels» 11:00 | Guatemala                    | 3 – 1   | Suriname    | Estadio Nacional Doroteo Guamuch Flores Guatemala-Stad, Guatemala Toeschouwers: 19.610 Scheidsrechter: Marco Rodriguez (MEX) |
| 20 juni 2004 «onderlinge duels» 11:00 | Ruiz 21', 85' Pezzarossi 80' | Verslag | 82' Brandon | Estadio Nacional Doroteo Guamuch Flores Guatemala-Stad, Guatemala Toeschouwers: 19.610 Scheidsrechter: Marco Rodriguez (MEX) |

Guatemala won met 4–2 over twee wedstrijden en plaatst zich voor de derde ronde.
|                                       |                                             |         |             | |
| 13 juni 2004 «onderlinge duels» 16:00 | Panama                                      | 4 – 0   | Saint Lucia | Estadio Rommel Fernández Panama-Stad, Panama Toeschouwers: 15.000 Scheidsrechter: George Phillip (GRN) |
| 13 juni 2004 «onderlinge duels» 16:00 | Valdés 5' Tejada 18' Phillips 39' Brown 75' | Verslag |             | Estadio Rommel Fernández Panama-Stad, Panama Toeschouwers: 15.000 Scheidsrechter: George Phillip (GRN) |

|                                       |             |         |                                  |                                                                                                  |
| 20 juni 2004 «onderlinge duels» 17:00 | Saint Lucia | 0 – 3   | Panama                           | George Odlumstadion Vieux Fort, Saint Lucia Toeschouwers: 400 Scheidsrechter: Roger Gurley (VIN) |
| 20 juni 2004 «onderlinge duels» 17:00 |             | Verslag | 14' Tejada 88' Valdés 89' Blanco | George Odlumstadion Vieux Fort, Saint Lucia Toeschouwers: 400 Scheidsrechter: Roger Gurley (VIN) |

Panama won met 7–0 over twee wedstrijden en plaatst zich voor de derde ronde.
|                                       |             |         |          |                                                                                            |
| 12 juni 2004 «onderlinge duels» 19:30 | Haïti       | 1 – 1   | Jamaica  | Orange Bowl Miami, Verenigde Staten Toeschouwers: 30.000 Scheidsrechter: Kevin Stott (USA) |
| 12 juni 2004 «onderlinge duels» 19:30 | Peguero 50' | Verslag | 39' King | Orange Bowl Miami, Verenigde Staten Toeschouwers: 30.000 Scheidsrechter: Kevin Stott (USA) |

|                                       |                   |         |       |                                                                                                |
| 20 juni 2004 «onderlinge duels» 18:00 | Jamaica           | 3 – 0   | Haïti | Independence Park Kingston, Jamaica Toeschouwers: 22.000 Scheidsrechter: Rodolfo Sibrian (ESA) |
| 20 juni 2004 «onderlinge duels» 18:00 | King 4', 14', 31' | Verslag |       | Independence Park Kingston, Jamaica Toeschouwers: 22.000 Scheidsrechter: Rodolfo Sibrian (ESA) |

Jamaica won 4–1 over twee wedstrijden en plaatst zich voor de derde ronde.
|                                       |                            |         |           | |
| 13 juni 2004 «onderlinge duels» 15:00 | El Salvador                | 2 – 1   | Bermuda   | Estadio Cuscatlán San Salvador, El Salvador Toeschouwers: 12.000 Scheidsrechter: Donald Campos (NCA) |
| 13 juni 2004 «onderlinge duels» 15:00 | Martínez 14' Velásquez 54' | Verslag | 30' Nusum | Estadio Cuscatlán San Salvador, El Salvador Toeschouwers: 12.000 Scheidsrechter: Donald Campos (NCA) |

|                                       |                             |         |                         | |
| 20 juni 2004 «onderlinge duels» 19:00 | Bermuda                     | 2 – 2   | El Salvador             | Bermuda Nationaal Stadion Hamilton, Bermuda Toeschouwers: 4.000 Scheidsrechter: Alfredo Whittaker (CAY) |
| 20 juni 2004 «onderlinge duels» 19:00 | Burgess 4' (pen.) Nusum 21' | Verslag | 20', 41' (pen.) Pacheco | Bermuda Nationaal Stadion Hamilton, Bermuda Toeschouwers: 4.000 Scheidsrechter: Alfredo Whittaker (CAY) |

El Salvador won met 4–3 over twee wedstrijden en plaatst zich voor de derde ronde
|                                       |                      |         |               | |
| 12 juni 2004 «onderlinge duels» 20:00 | Nederlandse Antillen | 1 – 2   | Honduras      | Ergilio Hatostadion Willemstad, Nederlandse Antillen Toeschouwers: 12.000 Scheidsrechter: Roy McArthur (GUY) |
| 12 juni 2004 «onderlinge duels» 20:00 | Hosé 75'             | Verslag | 9', 68' Suazo | Ergilio Hatostadion Willemstad, Nederlandse Antillen Toeschouwers: 12.000 Scheidsrechter: Roy McArthur (GUY) |

|                                       |                                            |         |                      | |
| 19 juni 2004 «onderlinge duels» 19:30 | Honduras                                   | 4 – 0   | Nederlandse Antillen | Estadio Olímpico Metropolitano San Pedro Sula, Honduras Toeschouwers: 30.000 Scheidsrechter: Gilberto Alcalá (MEX) |
| 19 juni 2004 «onderlinge duels» 19:30 | Guevara 7' Suazo 22' Álvarez 50' Pavón 70' | Verslag |                      | Estadio Olímpico Metropolitano San Pedro Sula, Honduras Toeschouwers: 30.000 Scheidsrechter: Gilberto Alcalá (MEX) |

Honduras won met 6–1 over twee wedstrijden en plaatst zich voor de derde ronde.
|                                       |                                                        |         |        | |
| 13 juni 2004 «onderlinge duels» 16:30 | Canada                                                 | 4 – 0   | Belize | Richardson Memorialstadion Kingston, Canada Toeschouwers: 8.245 Scheidsrechter: Carlos Batres (GUA) |
| 13 juni 2004 «onderlinge duels» 16:30 | Peschisolido 38' Radzinski 54' McKenna 75' Brennan 83' | Verslag |        | Richardson Memorialstadion Kingston, Canada Toeschouwers: 8.245 Scheidsrechter: Carlos Batres (GUA) |

|                                       |        |         |                                               |                                                                                                  |
| 16 juni 2004 «onderlinge duels» 19:00 | Belize | 0 – 4   | Canada                                        | Richardson Memorialstadion Kingston, Canada Toeschouwers: 5.124 Scheidsrechter: Ted Gordon (TRI) |
| 16 juni 2004 «onderlinge duels» 19:00 |        | Verslag | 45' Radzinski 63', 73' De Rosario 85' Brennan | Richardson Memorialstadion Kingston, Canada Toeschouwers: 5.124 Scheidsrechter: Ted Gordon (TRI) |

Canada won met 8–0 over twee wedstrijden en plaatst zich voor de derde ronde.
|                                       |          |         | | |
| 19 juni 2004 «onderlinge duels» 19:00 | Dominica | 0 – 10  | Mexico                                                                                              | Alamodome San Antonio, Verenigde Staten Toeschouwers: 36.451 Scheidsrechter: Barney Callender (BAR) |
| 19 juni 2004 «onderlinge duels» 19:00 |          | Verslag | 9', 38' Bautista 11', 36' Borgetti 16' Márquez 49' Osorno 74', 87' Lozano 77' Davino 90+2' Palencia | Alamodome San Antonio, Verenigde Staten Toeschouwers: 36.451 Scheidsrechter: Barney Callender (BAR) |

|                                       |                                                                            |         |          |                                                                                                |
| 27 juni 2004 «onderlinge duels» 12:00 | Mexico                                                                     | 8 – 0   | Dominica | Estadio Victoria Aguascalientes, Mexico Toeschouwers: 17.000 Scheidsrechter: Kevin Stott (USA) |
| 27 juni 2004 «onderlinge duels» 12:00 | Bautista 2', 36' Lozano 17', 61' Borgetti 33', 38' Oteo 59' Altamirano 76' | Verslag |          | Estadio Victoria Aguascalientes, Mexico Toeschouwers: 17.000 Scheidsrechter: Kevin Stott (USA) |

Mexico won met 18–0 over twee wedstrijden en plaatst zich voor de derde ronde.
|                                       |          |         |                      | |
| 13 juni 2004 «onderlinge duels» 20:00 | Barbados | 0 – 2   | Saint Kitts en Nevis | Barbados Nationaal Stadion Bridgetown, Barbados Toeschouwers: 3.700 Scheidsrechter: Nery Alfaro (ESA) |
| 13 juni 2004 «onderlinge duels» 20:00 |          | Verslag | 78' Gumbs 88' Newton | Barbados Nationaal Stadion Bridgetown, Barbados Toeschouwers: 3.700 Scheidsrechter: Nery Alfaro (ESA) |

|                                       |                            |         |                           | |
| 19 juni 2004 «onderlinge duels» 20:00 | Saint Kitts en Nevis       | 3 – 2   | Barbados                  | Warner Park Basseterre, Saint Kitts en Nevis Toeschouwers: 3.500 Scheidsrechter: Jose Pineda (HON) |
| 19 juni 2004 «onderlinge duels» 20:00 | Gomez 16' Willock 22', 29' | Verslag | 33' Skinner 45' Goodridge | Warner Park Basseterre, Saint Kitts en Nevis Toeschouwers: 3.500 Scheidsrechter: Jose Pineda (HON) |

Saint Kitts en Nevis won met 5–2 over twee wedstrijden en plaatst zich voor de derde ronde.
|                                       |                        |         |                      | |
| 13 juni 2004 «onderlinge duels» 15:30 | Dominicaanse Republiek | 0 – 2   | Trinidad en Tobago   | Estadio Olímpico Juan Pablo Duarte Santo Domingo, Dominicaanse Republiek Toeschouwers: 2.500 Scheidsrechter: Roberto Moreno (PAN) |
| 13 juni 2004 «onderlinge duels» 15:30 |                        | Verslag | 62' Andrews 90' John | Estadio Olímpico Juan Pablo Duarte Santo Domingo, Dominicaanse Republiek Toeschouwers: 2.500 Scheidsrechter: Roberto Moreno (PAN) |

|                                       |                                              |         |                        | |
| 20 juni 2004 «onderlinge duels» 16:00 | Trinidad en Tobago                           | 4 – 0   | Dominicaanse Republiek | Manny Ramjohnstadion Marabella, Trinidad en Tobago Toeschouwers: 5.500 Scheidsrechter: Antonius Pinas (SUR) |
| 20 juni 2004 «onderlinge duels» 16:00 | Scotland 49' John 71' Theobald 73' Sealy 85' | Verslag |                        | Manny Ramjohnstadion Marabella, Trinidad en Tobago Toeschouwers: 5.500 Scheidsrechter: Antonius Pinas (SUR) |

Trinidad & Tobago won met 6–0 over twee wedstrijden en plaatst zich voor de derde ronde.
|                                       |                         |         |                                | |
| 13 juni 2004 «onderlinge duels» 15:00 | Nicaragua               | 2 – 2   | Saint Vincent en de Grenadines | Estadio Cacique Diriangén Diriamba, Nicaragua Toeschouwers: 7.500 Scheidsrechter: Roberto Delgado (CUB) |
| 13 juni 2004 «onderlinge duels» 15:00 | Palacios 37' Calero 79' | Verslag | 9' Haynes 43' Samuel           | Estadio Cacique Diriangén Diriamba, Nicaragua Toeschouwers: 7.500 Scheidsrechter: Roberto Delgado (CUB) |

|                                       |                                             |         |              | |
| 20 juni 2004 «onderlinge duels» 15:00 | Saint Vincent en de Grenadines              | 4 – 1   | Nicaragua    | Arnos Valestadion Kingstown, Saint Vincent en de Grenadines Toeschouwers: 5.000 Scheidsrechter: Ibrahim Brohim (DMA) |
| 20 juni 2004 «onderlinge duels» 15:00 | Samuel 14', 79' James 15' Alonso 86' (e.d.) | Verslag | 60' Palacios | Arnos Valestadion Kingstown, Saint Vincent en de Grenadines Toeschouwers: 5.000 Scheidsrechter: Ibrahim Brohim (DMA) |

Saint Vincent en de Grenadines won met 6–3 over twee wedstrijden en plaatst zich voor de derde ronde.

## Derde ronde

### Groep 1
De Verenigde Staten wonnen de helft van hun wedstrijden niet, maar plaatsten zich makkelijk voor de finaleronde. De overige landen Jamaica, El Salvador en Panama konden zich op de laatste speeldag alle drie nog plaatsen voor de finale-ronde, Jamaica stond het beste voor met zes punten, respectievelijk een en twee punten meer dan Panama en El Salvador. Terwijl Panama met 3-0 van El Savador won kwam Jamaica niet onverdienstelijk verder dan een gelijkspel tegen de Verenigde Staten. Voor Panama was het de eerste keer dat het land zich plaatste voor de finalepoule, voor Julio Dely Valdés, de succesvolste voetballer van Panama aller tijden en toen op leeftijd was het de laatste kans op internationaal succes.
| Nr. | Land             | GW | W | G | V | DV | DT | DS  | Ptn | Resultaat             |
| --- | ---------------- | -- | - | - | - | -- | -- | --- | --- | --------------------- |
| 1   | Verenigde Staten | 6  | 3 | 3 | 0 | 13 | 3  | +10 | 12  | Naar de vierde ronde. |
| 2   | Panama           | 6  | 2 | 2 | 2 | 8  | 11 | –3  | 8   | Naar de vierde ronde. |
| 3   | Jamaica          | 6  | 1 | 4 | 1 | 7  | 5  | +2  | 7   |                       |
| 4   | El Salvador      | 6  | 1 | 1 | 4 | 2  | 11 | –9  | 4   |                       |

|                                           |              |         |                  |                                                                                       |
| 18 augustus 2004 «onderlinge duels» 18:00 | Jamaica      | 1 – 1   | Verenigde Staten | Independence Park, Kingston Toeschouwers: 30.000 Scheidsrechter: William Mattus (CRC) |
| 18 augustus 2004 «onderlinge duels» 18:00 | Goodison 49' | Verslag | 88' Ching        | Independence Park, Kingston Toeschouwers: 30.000 Scheidsrechter: William Mattus (CRC) |

|                                           |                                   |         |            | |
| 18 augustus 2004 «onderlinge duels» 19:30 | El Salvador                       | 2 – 1   | Panama     | Estadio Cuscatlán, San Salvador, El Salvador Toeschouwers: 11.400 Scheidsrechter: Mauricio Navarro (CAN) |
| 18 augustus 2004 «onderlinge duels» 19:30 | Velásquez 7' Rodríguez 45' (pen.) | Verslag | 36' Valdés | Estadio Cuscatlán, San Salvador, El Salvador Toeschouwers: 11.400 Scheidsrechter: Mauricio Navarro (CAN) |

|                                           |                      |         |             | |
| 4 september 2004 «onderlinge duels» 16:00 | Verenigde Staten     | 2 – 0   | El Salvador | Gillette Stadium Foxborough, Verenigde Staten Toeschouwers: 25.266 Scheidsrechter: Neal Brizan (TRI) |
| 4 september 2004 «onderlinge duels» 16:00 | Ching 5' Donovan 68' | Verslag |             | Gillette Stadium Foxborough, Verenigde Staten Toeschouwers: 25.266 Scheidsrechter: Neal Brizan (TRI) |

|                                           |           |         |                     |                                                                                     |
| 4 september 2004 «onderlinge duels» 19:00 | Jamaica   | 1 – 2   | Panama              | Independence Park Kingston Toeschouwers: 24.000 Scheidsrechter: Carlos Batres (GUA) |
| 4 september 2004 «onderlinge duels» 19:00 | Ralph 77' | Verslag | 2' Brown 90' Valdés | Independence Park Kingston Toeschouwers: 24.000 Scheidsrechter: Carlos Batres (GUA) |

|                                           |             |         |                       | |
| 8 september 2004 «onderlinge duels» 19:30 | El Salvador | 0 – 3   | Jamaica               | Estadio Cuscatlán San Salvador, El Salvador Toeschouwers: 25.000 Scheidsrechter: Gilberto Alcalá (MEX) |
| 8 september 2004 «onderlinge duels» 19:30 |             | Verslag | 3', 38' King 40' Hyde | Estadio Cuscatlán San Salvador, El Salvador Toeschouwers: 25.000 Scheidsrechter: Gilberto Alcalá (MEX) |

|                                           |           |         |                  | |
| 8 september 2004 «onderlinge duels» 20:00 | Panama    | 1 – 1   | Verenigde Staten | Estadio Rommel Fernández Panama-Stad, Panama Toeschouwers: 15.000 Scheidsrechter: Marco Rodríguez (MEX) |
| 8 september 2004 «onderlinge duels» 20:00 | Brown 69' | Verslag | 90+1' Jones      | Estadio Rommel Fernández Panama-Stad, Panama Toeschouwers: 15.000 Scheidsrechter: Marco Rodríguez (MEX) |

|                                         |             |         |                         | |
| 9 oktober 2004 «onderlinge duels» 19:30 | El Salvador | 0 – 2   | Verenigde Staten        | Estadio Cuscatlán San Salvador, El Salvador Toeschouwers: 20.000 Scheidsrechter: Carlos Batres (GUA) |
| 9 oktober 2004 «onderlinge duels» 19:30 |             | Verslag | 29' McBride 75' Johnson | Estadio Cuscatlán San Salvador, El Salvador Toeschouwers: 20.000 Scheidsrechter: Carlos Batres (GUA) |

|                                         |           |         |              | |
| 9 oktober 2004 «onderlinge duels» 20:00 | Panama    | 1 – 1   | Jamaica      | Estadio Rommel Fernández Panama-Stad, Panama Toeschouwers: 16.000 Scheidsrechter: José Pineda (HON) |
| 9 oktober 2004 «onderlinge duels» 20:00 | Brown 24' | Verslag | 75' Whitmore | Estadio Rommel Fernández Panama-Stad, Panama Toeschouwers: 16.000 Scheidsrechter: José Pineda (HON) |

|                                          |         |       |             |                                                                                      |
| 13 oktober 2004 «onderlinge duels» 19:00 | Jamaica | 0 – 0 | El Salvador | Independence Park Kingston Toeschouwers: 12.000 Scheidsrechter: Wálter Quesada (CRC) |
| 13 oktober 2004 «onderlinge duels» 19:00 | Verslag |       |             | Independence Park Kingston Toeschouwers: 12.000 Scheidsrechter: Wálter Quesada (CRC) |

|                                          |                                                          |         |        | |
| 13 oktober 2004 «onderlinge duels» 19:30 | Verenigde Staten                                         | 6 – 0   | Panama | RFK Memorial Stadium Washington D.C., Verenigde Staten Toeschouwers: 22.000 Scheidsrechter: Ramesh Ramdhan (TRI) |
| 13 oktober 2004 «onderlinge duels» 19:30 | Donovan 21', 56' Johnson 69', 84', 86' Torres 89' (e.d.) | Verslag |        | RFK Memorial Stadium Washington D.C., Verenigde Staten Toeschouwers: 22.000 Scheidsrechter: Ramesh Ramdhan (TRI) |

|                                           |                  |         |              | |
| 17 november 2004 «onderlinge duels» 19:30 | Verenigde Staten | 1 – 1   | Jamaica      | Columbus Crew Stadium Columbus, Verenigde Staten Toeschouwers: 9.088 Scheidsrechter: Mauricio Navarro (CAN) |
| 17 november 2004 «onderlinge duels» 19:30 | Johnson 15'      | Verslag | 26' Williams | Columbus Crew Stadium Columbus, Verenigde Staten Toeschouwers: 9.088 Scheidsrechter: Mauricio Navarro (CAN) |

|                                           |                              |         |             | |
| 17 november 2004 «onderlinge duels» 19:30 | Panama                       | 3 – 0   | El Salvador | Estadio Rommel Fernández Panama-Stad, Panama Toeschouwers: 9.502 Scheidsrechter: Benito Archundia (MEX) |
| 17 november 2004 «onderlinge duels» 19:30 | Brown 4' Baloy 7' Garcés 21' | Verslag |             | Estadio Rommel Fernández Panama-Stad, Panama Toeschouwers: 9.502 Scheidsrechter: Benito Archundia (MEX) |

### Groep 2
Groep 2 was de spannendste groep van allemaal, de drie Midden-Amerikaanse landen speelden een spannende competitie, Canada speelde geen rol van betekenis. De twee favorieten voor kwalificatie Costa Rica en Honduras speelden tegen elkaar, Honduras maakte indruk met een 2-5 overwinning, de laatste drie doelpunten vielen in het laatste kwartier. Op de tweede speeldag verloor Costa Rica opnieuw, nu van Guatemala (2-1) en een snelle uitschakeling leek onvermijdelijk. Costa Rica herstelde zich door twee keer van Canada en vooral met 5-0 van concurrent Guatemala te winnen. Ondanks de zware nederlaag bleef Guatemala na vier wedstrijden koploper aangezien Honduras na de overwinning in de eerste wedstrijd alleen nog maar gelijk speelde. Op de vijfde speeldag won Guatemala met 1-0 door een doelpunt van topscorer Carlos Ruiz en het was voor de eerste keer sinds 1990 geplaatst voor de finale-poule. Honduras moest nu opnieuw winnen van Costa Rica om de finale-poule te halen, het bleef bij 0-0 en Honduras was uitgeschakeld.
| Nr. | Land       | GW | W | G | V | DV | DT | DS | Ptn | Resultaat             |
| --- | ---------- | -- | - | - | - | -- | -- | -- | --- | --------------------- |
| 1   | Costa Rica | 6  | 3 | 1 | 2 | 12 | 8  | +4 | 10  | Naar de vierde ronde. |
| 2   | Guatemala  | 6  | 3 | 1 | 2 | 7  | 9  | –2 | 10  | Naar de vierde ronde. |
| 3   | Honduras   | 6  | 1 | 4 | 1 | 9  | 7  | +2 | 7   |                       |
| 4   | Canada     | 6  | 1 | 2 | 3 | 4  | 8  | –4 | 5   |                       |

|                                           |        |         |              |                                                                                           |
| 18 augustus 2004 «onderlinge duels» 19:00 | Canada | 0 – 2   | Guatemala    | Swangardstadion Burnaby, Canada Toeschouwers: 6.500 Scheidsrechter: Rodolfo Sibrian (SLV) |
| 18 augustus 2004 «onderlinge duels» 19:00 |        | Verslag | 7', 59' Ruiz | Swangardstadion Burnaby, Canada Toeschouwers: 6.500 Scheidsrechter: Rodolfo Sibrian (SLV) |

|                                           |                 |         |                                                             | |
| 18 augustus 2004 «onderlinge duels» 20:00 | Costa Rica      | 2 – 5   | Honduras                                                    | Estadio Alejandro Morera Soto Alajuela, Costa Rica Toeschouwers: 14.000 Scheidsrechter: Marco Rodríguez (MEX) |
| 18 augustus 2004 «onderlinge duels» 20:00 | Herron 20', 36' | Verslag | 22' Suazo 35' de León 77' Guevara 87' Guerrero 89' Martínez | Estadio Alejandro Morera Soto Alajuela, Costa Rica Toeschouwers: 14.000 Scheidsrechter: Marco Rodríguez (MEX) |

|                                           |            |         |                    |                                                                                                  |
| 4 september 2004 «onderlinge duels» 19:00 | Canada     | 1 – 1   | Honduras           | Commonwealth Stadium Edmonton, Canada Toeschouwers: 8.000 Scheidsrechter: Benito Archundia (MEX) |
| 4 september 2004 «onderlinge duels» 19:00 | de Vos 82' | Verslag | 88' (pen.) Guevara | Commonwealth Stadium Edmonton, Canada Toeschouwers: 8.000 Scheidsrechter: Benito Archundia (MEX) |

|                                           |                |         |            | |
| 5 september 2004 «onderlinge duels» 12:00 | Guatemala      | 2 – 1   | Costa Rica | Estadio Mateo Flores Guatemala-Stad, Guatemala Toeschouwers: 27.460 Scheidsrechter: Kevin Stott (USA) |
| 5 september 2004 «onderlinge duels» 12:00 | Plata 58', 73' | Verslag | 24' Solís  | Estadio Mateo Flores Guatemala-Stad, Guatemala Toeschouwers: 27.460 Scheidsrechter: Kevin Stott (USA) |

|                                           |                       |         |                         | |
| 8 september 2004 «onderlinge duels» 20:00 | Honduras              | 2 – 2   | Guatemala               | Estadio Olímpico Metropolitano San Pedro Sula, Honduras Toeschouwers: 40.000 Scheidsrechter: Peter Prendergast (JAM) |
| 8 september 2004 «onderlinge duels» 20:00 | Guevara 51' Suazo 65' | Verslag | 20' Ruiz 49' Pezzarossi | Estadio Olímpico Metropolitano San Pedro Sula, Honduras Toeschouwers: 40.000 Scheidsrechter: Peter Prendergast (JAM) |

|                                           |              |         |        | |
| 8 september 2004 «onderlinge duels» 20:00 | Costa Rica   | 1 – 0   | Canada | Estadio Ricardo Saprissa San José, Costa Rica Toeschouwers: 13.000 Scheidsrechter: Ramesh Ramdhan (TRI) |
| 8 september 2004 «onderlinge duels» 20:00 | Wanchope 46' | Verslag |        | Estadio Ricardo Saprissa San José, Costa Rica Toeschouwers: 13.000 Scheidsrechter: Ramesh Ramdhan (TRI) |

|                                         |               |         |                | |
| 9 oktober 2004 «onderlinge duels» 15:00 | Honduras      | 1 – 1   | Canada         | Estadio Olímpico Metropolitano San Pedro Sula, Honduras Toeschouwers: 42.000 Scheidsrechter: Kevin Stott (USA) |
| 9 oktober 2004 «onderlinge duels» 15:00 | Turcios 90+2' | Verslag | 73' Hutchinson | Estadio Olímpico Metropolitano San Pedro Sula, Honduras Toeschouwers: 42.000 Scheidsrechter: Kevin Stott (USA) |

|                                         |                                                  |         |           | |
| 9 oktober 2004 «onderlinge duels» 19:30 | Costa Rica                                       | 5 – 0   | Guatemala | Estadio Ricardo Saprissa San José, Costa Rica Toeschouwers: 18.000 Scheidsrechter: Benito Archundia (MEX) |
| 9 oktober 2004 «onderlinge duels» 19:30 | Hernández 19' Wanchope 36', 62', 69' Fonseca 83' | Verslag |           | Estadio Ricardo Saprissa San José, Costa Rica Toeschouwers: 18.000 Scheidsrechter: Benito Archundia (MEX) |

|                                          |                |         |                                        |                                                                                             |
| 13 oktober 2004 «onderlinge duels» 19:00 | Canada         | 1 – 3   | Costa Rica                             | Swangardstadion Burnaby, Canada Toeschouwers: 4.000 Scheidsrechter: Peter Prendergast (JAM) |
| 13 oktober 2004 «onderlinge duels» 19:00 | de Rosario 12' | Verslag | 49' Wanchope 81' Sunsing 87' Hernández | Swangardstadion Burnaby, Canada Toeschouwers: 4.000 Scheidsrechter: Peter Prendergast (JAM) |

|                                          |           |         |          | |
| 13 oktober 2004 «onderlinge duels» 20:00 | Guatemala | 1 – 0   | Honduras | Estadio Mateo Flores Guatemala-Stad, Guatemala Toeschouwers: 26.000 Scheidsrechter: Neal Brizan (TRI) |
| 13 oktober 2004 «onderlinge duels» 20:00 | Ruiz 44'  | Verslag |          | Estadio Mateo Flores Guatemala-Stad, Guatemala Toeschouwers: 26.000 Scheidsrechter: Neal Brizan (TRI) |

|                                           |          |       |            | |
| 17 november 2004 «onderlinge duels» 17:00 | Honduras | 0 – 0 | Costa Rica | Estadio Francisco Morazán San Pedro Sula, Honduras Toeschouwers: 18.000 Scheidsrechter: Rodolfo Sibrian (SLV) |
| 17 november 2004 «onderlinge duels» 17:00 | Verslag  |       |            | Estadio Francisco Morazán San Pedro Sula, Honduras Toeschouwers: 18.000 Scheidsrechter: Rodolfo Sibrian (SLV) |

|                                           |           |         |                | |
| 17 november 2004 «onderlinge duels» 20:15 | Guatemala | 0 – 1   | Canada         | Estadio Mateo Flores Guatemala-Stad, Guatemala Toeschouwers: 18.000 Scheidsrechter: Marco Rodríguez (MEX) |
| 17 november 2004 «onderlinge duels» 20:15 |           | Verslag | 57' de Rosario | Estadio Mateo Flores Guatemala-Stad, Guatemala Toeschouwers: 18.000 Scheidsrechter: Marco Rodríguez (MEX) |

### Groep 3
De tegenstanders van Mexico waren allemaal eilandengroepen uit het Caribisch gebied en dat waren geen serieuze tescases voor de Mexicanen: alle wedstrijden werden gewonnen, het doelsaldo was 27 voor en één tegen. Net als vorig jaar plaatste ook Trinidad en Tobago zich voor de finale-poule. 
| Nr. | Land                           | GW | W | G | V | DV | DT | DS  | Ptn | Resultaat             |
| --- | ------------------------------ | -- | - | - | - | -- | -- | --- | --- | --------------------- |
| 1   | Mexico                         | 6  | 6 | 0 | 0 | 27 | 1  | +26 | 18  | Naar de vierde ronde. |
| 2   | Trinidad en Tobago             | 6  | 4 | 0 | 2 | 12 | 9  | +3  | 12  | Naar de vierde ronde. |
| 3   | Saint Vincent en de Grenadines | 6  | 2 | 0 | 4 | 5  | 12 | –7  | 6   |                       |
| 4   | Saint Kitts en Nevis           | 6  | 0 | 0 | 6 | 2  | 24 | –22 | 0   |                       |

|                                           |                                |         |                    | |
| 18 augustus 2004 «onderlinge duels» 16:00 | Saint Vincent en de Grenadines | 0 – 2   | Trinidad en Tobago | Arnos Valestadion Kingstown, Saint Vincent en de Grenadines Toeschouwers: 5.000 Scheidsrechter: Terry Vaughn (USA) |
| 18 augustus 2004 «onderlinge duels» 16:00 |                                | Verslag | 80', 85' McFarlane | Arnos Valestadion Kingstown, Saint Vincent en de Grenadines Toeschouwers: 5.000 Scheidsrechter: Terry Vaughn (USA) |

|                                           |                      |         |                        | |
| 4 september 2004 «onderlinge duels» 20:00 | Saint Kitts en Nevis | 1 – 2   | Trinidad en Tobago     | Warner Park Basseterre, Saint Kitts en Nevis Toeschouwers: 2.800 Scheidsrechter: Hugo Castillo (GUA) |
| 4 september 2004 «onderlinge duels» 20:00 | Isaac 40'            | Verslag | 45' McFarlane 89' John | Warner Park Basseterre, Saint Kitts en Nevis Toeschouwers: 2.800 Scheidsrechter: Hugo Castillo (GUA) |

|                                           |                    |         |                               | |
| 8 september 2004 «onderlinge duels» 18:00 | Trinidad en Tobago | 1 – 3   | Mexico                        | Hasely Crawfordstadion Port of Spain, Trinidad en Tobago Toeschouwers: 20.000 Scheidsrechter: Mauricio Navarro (CAN) |
| 8 september 2004 «onderlinge duels» 18:00 | John 39'           | Verslag | 1', 80' Arellano 19' Borgetti | Hasely Crawfordstadion Port of Spain, Trinidad en Tobago Toeschouwers: 20.000 Scheidsrechter: Mauricio Navarro (CAN) |

|                                            |                                |         |                      | |
| 10 september 2004 «onderlinge duels» 15:00 | Saint Vincent en de Grenadines | 1 – 0   | Saint Kitts en Nevis | Arnos Valestadion Kingstown, Saint Vincent en de Grenadines Toeschouwers: 4.000 Scheidsrechter: Roberto Delgado (CUB) |
| 10 september 2004 «onderlinge duels» 15:00 | Jack 23'                       | Verslag |                      | Arnos Valestadion Kingstown, Saint Vincent en de Grenadines Toeschouwers: 4.000 Scheidsrechter: Roberto Delgado (CUB) |

|                                         |                                                         |         |                                |                                                                                   |
| 6 oktober 2004 «onderlinge duels» 17:00 | Mexico                                                  | 7 – 0   | Saint Vincent en de Grenadines | Estadio Hidalgo Pachuca, Mexico Toeschouwers: 21.000 Scheidsrechter: Hu Liu (CAN) |
| 6 oktober 2004 «onderlinge duels» 17:00 | Borgetti 31', 68', 77', 89' Lozano 54', 63' Santana 81' | Verslag |                                | Estadio Hidalgo Pachuca, Mexico Toeschouwers: 21.000 Scheidsrechter: Hu Liu (CAN) |

|                                          |                                                   |         |                      | |
| 10 oktober 2004 «onderlinge duels» 15:30 | Trinidad en Tobago                                | 5 – 1   | Saint Kitts en Nevis | Manny Ramjohnstadion Marabella, Trinidad en Tobago Toeschouwers: 7.000 Scheidsrechter: Ricardo Valenzuela (USA) |
| 10 oktober 2004 «onderlinge duels» 15:30 | Riley 8' (e.d.) John 24', 80' Glenn 71' Nixon 88' | Verslag | 43' (pen.) Gumbs     | Manny Ramjohnstadion Marabella, Trinidad en Tobago Toeschouwers: 7.000 Scheidsrechter: Ricardo Valenzuela (USA) |

|                                          |                                |         |              | |
| 10 oktober 2004 «onderlinge duels» 16:00 | Saint Vincent en de Grenadines | 0 – 1   | Mexico       | Arnos Valestadion Kingstown, Saint Vincent en de Grenadines Toeschouwers: 2.500 Scheidsrechter: Nery Alfaro (ESA) |
| 10 oktober 2004 «onderlinge duels» 16:00 |                                | Verslag | 25' Borgetti | Arnos Valestadion Kingstown, Saint Vincent en de Grenadines Toeschouwers: 2.500 Scheidsrechter: Nery Alfaro (ESA) |

|                                          |                      |         |                                | |
| 13 oktober 2004 «onderlinge duels» 20:00 | Saint Kitts en Nevis | 0 – 3   | Saint Vincent en de Grenadines | Warner Park Basseterre, Saint Kitts en Nevis Toeschouwers: 500 Scheidsrechter: Alfredo Whittaker (CAY) |
| 13 oktober 2004 «onderlinge duels» 20:00 |                      | Verslag | 19', 85' Velox 65' Samuel      | Warner Park Basseterre, Saint Kitts en Nevis Toeschouwers: 500 Scheidsrechter: Alfredo Whittaker (CAY) |

|                                          |                           |         |                    |                                                                                              |
| 13 oktober 2004 «onderlinge duels» 20:30 | Mexico                    | 3 – 0   | Trinidad en Tobago | Estadio Cuauhtémoc Puebla, Mexico Toeschouwers: 37.000 Scheidsrechter: Rodolfo Sibrian (ESA) |
| 13 oktober 2004 «onderlinge duels» 20:30 | Sinha 19' Lozano 55', 84' | Verslag |                    | Estadio Cuauhtémoc Puebla, Mexico Toeschouwers: 37.000 Scheidsrechter: Rodolfo Sibrian (ESA) |

|                                           |                      |         |                                                    |                                                                                               |
| 13 november 2004 «onderlinge duels» 20:30 | Saint Kitts en Nevis | 0 – 5   | Mexico                                             | Orange Bowl Miami, Verenigde Staten Toeschouwers: 18.312 Scheidsrechter: Roberto Moreno (PAN) |
| 13 november 2004 «onderlinge duels» 20:30 |                      | Verslag | 31' Altamirano 40', 57' Fonseca 49', 90+1' Santana | Orange Bowl Miami, Verenigde Staten Toeschouwers: 18.312 Scheidsrechter: Roberto Moreno (PAN) |

|                                           |                    |         |                                | |
| 17 november 2004 «onderlinge duels» 19:00 | Trinidad en Tobago | 2 – 1   | Saint Vincent en de Grenadines | Hasely Crawfordstadion Port of Spain, Trinidad en Tobago Toeschouwers: 10.000 Scheidsrechter: Carlos Batres (GUA) |
| 17 november 2004 «onderlinge duels» 19:00 | Sam 84' Eve 90+1'  | Verslag | 49' Haynes                     | Hasely Crawfordstadion Port of Spain, Trinidad en Tobago Toeschouwers: 10.000 Scheidsrechter: Carlos Batres (GUA) |

|                                           |                                                                                   |         |                      |                                                                                              |
| 17 november 2004 «onderlinge duels» 21:00 | Mexico                                                                            | 8 – 0   | Saint Kitts en Nevis | Estadio Tecnológico Monterrey, Mexico Toeschouwers: 12.000 Scheidsrechter: Kevin Stott (USA) |
| 17 november 2004 «onderlinge duels» 21:00 | Altamirano 10' (pen.) Pérez 21', 49', 78' Fonseca 44', 56' Osorno 52' Santana 67' | Verslag |                      | Estadio Tecnológico Monterrey, Mexico Toeschouwers: 12.000 Scheidsrechter: Kevin Stott (USA) |

## Finaleronde
In vergelijking met het vorige WK plaatsten Mexico, de Verenigde Staten, Costa Rica en Trinidad en Tobago zich opnieuw voor de finale-poule, Jamaica en Honduras werd uitgeschakeld door respectievelijk Panama en Guatemala.

### Eindstand
| Nr. | Land               | GW | W | G | V | DV | DT | DS  | Ptn | Resultaat                                 |
| --- | ------------------ | -- | - | - | - | -- | -- | --- | --- | ----------------------------------------- |
| 1   | Verenigde Staten   | 10 | 7 | 1 | 2 | 16 | 6  | +10 | 22  | Naar het hoofdtoernooi.                   |
| 2   | Mexico             | 10 | 7 | 1 | 2 | 22 | 9  | +13 | 22  | Naar het hoofdtoernooi.                   |
| 3   | Costa Rica         | 10 | 5 | 1 | 4 | 15 | 14 | +1  | 16  | Naar het hoofdtoernooi.                   |
| 4   | Trinidad en Tobago | 10 | 4 | 1 | 5 | 10 | 15 | –5  | 13  | Geplaatst voor intercontinentale play-off |
| 5   | Guatemala          | 10 | 3 | 2 | 5 | 16 | 18 | –2  | 11  |                                           |
| 6   | Panama             | 10 | 0 | 2 | 8 | 4  | 21 | –17 | 2   |                                           |

### Speelronde één t/m vijf
In tegenstelling tot de vorige WK's maakte nu ook de nummer vier van de eindstand kans op kwalificatie, de nummer vier zou play-off wedstrijden spelen tegen een tegenstander uit Azië. Dat opende perspectieven voor de kleine landen in deze finale-poule (Guatemala, Panama en Trinidad en Tobago), die zich nog nooit eerder hadden geplaatst voor de eindronde. Zoals verwacht waren Mexico en de Verenigde Staten heer en meester in deze finale-poule, het onderlinge duel eindigde in een 2-1 zege voor Mexico. Halverwege leed Mexico met dertien duels uit vijf wedstrijden, één punt meer dan de Verenigde Staten. De start van Trinidad en Tobago was niet best met één punt uit drie wedstrijden, vooral de 5-1 nederlaag tegen directe concurrent Guatemala was vrij pijnlijk. De voetbalbond nam maatregelen en stelde Leo Beenhakker aan als coach, hij legde zijn functie als adviseur van de Graafschap neer en ging meteen aan de slag. Hij had meteen succes en begon met een 2-0 zege op Panama, de 2-0 nederlaag tegen Mexico was draaglijk. Halverwege de competitie stond Costa Rica met zeven punten op de derde plaats, Guatemala en Trinidad en Tobago hadden beiden vier punten.

#### Speeldag één
|                                          |              |         |                | |
| 9 februari 2005 «onderlinge duels» 20:00 | Costa Rica   | 1 – 2   | Mexico         | Estadio Ricardo Saprissa San José, Costa Rica Toeschouwers: 22.000 Scheidsrechter: Carlos Batres (GUA) |
| 9 februari 2005 «onderlinge duels» 20:00 | Wanchope 38' | Verslag | 8', 10' Lozano | Estadio Ricardo Saprissa San José, Costa Rica Toeschouwers: 22.000 Scheidsrechter: Carlos Batres (GUA) |

|                                          |         |       |           | |
| 9 februari 2005 «onderlinge duels» 19:00 | Panama  | 0 – 0 | Guatemala | Estadio Rommel Fernández Panama-Stad, Panama Toeschouwers: 20.000 Scheidsrechter: Peter Prendergast (JAM) |
| 9 februari 2005 «onderlinge duels» 19:00 | Verslag |       |           | Estadio Rommel Fernández Panama-Stad, Panama Toeschouwers: 20.000 Scheidsrechter: Peter Prendergast (JAM) |

|                                          |                    |         |                       | |
| 9 februari 2005 «onderlinge duels» 15:38 | Trinidad en Tobago | 1 – 2   | Verenigde Staten      | Queen's Park Oval Port of Spain, Trinidad en Tobago Toeschouwers: 11.000 Scheidsrechter: Benito Archundia (MEX) |
| 9 februari 2005 «onderlinge duels» 15:38 | Eve 89'            | Verslag | 30' Johnson 54' Lewis | Queen's Park Oval Port of Spain, Trinidad en Tobago Toeschouwers: 11.000 Scheidsrechter: Benito Archundia (MEX) |

#### Speeldag twee
|                                        |                                               |         |                    | |
| 26 maart 2005 «onderlinge duels» 20:00 | Guatemala                                     | 5 – 1   | Trinidad en Tobago | Estadio Mateo Flores Guatemala-Stad, Guatemala Toeschouwers: 22.506 Scheidsrechter: Kevin Stott (USA) |
| 26 maart 2005 «onderlinge duels» 20:00 | Ramírez 17' Ruiz 30', 38' Pezzarossi 78', 87' | Verslag | 32' Edwards        | Estadio Mateo Flores Guatemala-Stad, Guatemala Toeschouwers: 22.506 Scheidsrechter: Kevin Stott (USA) |

|                                        |                               |         |                  | |
| 26 maart 2005 «onderlinge duels» 18:00 | Costa Rica                    | 2 – 1   | Panama           | Estadio Ricardo Saprissa San José, Costa Rica Toeschouwers: 8.000 Scheidsrechter: Marco Rodríguez (MEX) |
| 26 maart 2005 «onderlinge duels» 18:00 | Wilson 40' (pen.) Myrie 90+1' | Verslag | 58' (pen.) Brown | Estadio Ricardo Saprissa San José, Costa Rica Toeschouwers: 8.000 Scheidsrechter: Marco Rodríguez (MEX) |

|                                        |                        |         |                  |                                                                                                |
| 27 maart 2005 «onderlinge duels» 12:07 | Mexico                 | 2 – 1   | Verenigde Staten | Aztekenstadion Mexico-Stad, Mexico Toeschouwers: 110.000 Scheidsrechter: Rodolfo Sibrian (ESA) |
| 27 maart 2005 «onderlinge duels» 12:07 | Borgetti 30' Sinha 33' | Verslag | 58' Lewis        | Aztekenstadion Mexico-Stad, Mexico Toeschouwers: 110.000 Scheidsrechter: Rodolfo Sibrian (ESA) |

#### Speeldag drie
|                                        |            |         |             | |
| 30 maart 2005 «onderlinge duels» 20:30 | Panama     | 1 – 1   | Mexico      | Estadio Rommel Fernández Panama-Stad, Panama Toeschouwers: 13.000 Scheidsrechter: Jose Pineda (HON) |
| 30 maart 2005 «onderlinge duels» 20:30 | Tejada 75' | Verslag | 26' Morales | Estadio Rommel Fernández Panama-Stad, Panama Toeschouwers: 13.000 Scheidsrechter: Jose Pineda (HON) |

|                                        |                         |         |           | |
| 30 maart 2005 «onderlinge duels» 19:00 | Verenigde Staten        | 2 – 0   | Guatemala | Legion Field Birmingham, Verenigde Staten Toeschouwers: 31.624 Scheidsrechter: Ramesh Ramdhan (TRI) |
| 30 maart 2005 «onderlinge duels» 19:00 | Johnson 11' Ralston 68' | Verslag |           | Legion Field Birmingham, Verenigde Staten Toeschouwers: 31.624 Scheidsrechter: Ramesh Ramdhan (TRI) |

|                                        |                    |       |            | |
| 30 maart 2005 «onderlinge duels» 16:30 | Trinidad en Tobago | 0 – 0 | Costa Rica | Hasely Crawfordstadion Port of Spain, Trinidad en Tobago Toeschouwers: 8.000 Scheidsrechter: Mauricio Navarro (CAN) |
| 30 maart 2005 «onderlinge duels» 16:30 | Verslag            |       |            | Hasely Crawfordstadion Port of Spain, Trinidad en Tobago Toeschouwers: 8.000 Scheidsrechter: Mauricio Navarro (CAN) |

#### Speeldag vier
|                                      |                       |         |        | |
| 4 juni 2005 «onderlinge duels» 18:30 | Trinidad en Tobago    | 2 – 0   | Panama | Hasely Crawfordstadion Port of Spain, Trinidad en Tobago Toeschouwers: 18.000 Scheidsrechter: Peter Prendergast (JAM) |
| 4 juni 2005 «onderlinge duels» 18:30 | John 34' Lawrence 71' | Verslag |        | Hasely Crawfordstadion Port of Spain, Trinidad en Tobago Toeschouwers: 18.000 Scheidsrechter: Peter Prendergast (JAM) |

|                                      |                             |         |            | |
| 4 juni 2005 «onderlinge duels» 17:30 | Verenigde Staten            | 3 – 0   | Costa Rica | Rice-Eccles Stadium Salt Lake City, Verenigde Staten Toeschouwers: 40.586 Scheidsrechter: Carlos Batres (GUA) |
| 4 juni 2005 «onderlinge duels» 17:30 | Donovan 6', 63' McBride 87' | Verslag |            | Rice-Eccles Stadium Salt Lake City, Verenigde Staten Toeschouwers: 40.586 Scheidsrechter: Carlos Batres (GUA) |

|                                      |           |         |                              | |
| 4 juni 2005 «onderlinge duels» 19:00 | Guatemala | 0 – 2   | Mexico                       | Estadio Mateo Flores Guatemala-Stad, Guatemala Toeschouwers: 26.723 Scheidsrechter: Brian Hall (USA) |
| 4 juni 2005 «onderlinge duels» 19:00 |           | Verslag | 41' Sinha 45' (e.d.) Cabrera | Estadio Mateo Flores Guatemala-Stad, Guatemala Toeschouwers: 26.723 Scheidsrechter: Brian Hall (USA) |

#### Speeldag vijf
|                                      |                                        |         |                             | |
| 8 juni 2005 «onderlinge duels» 20:00 | Costa Rica                             | 3 – 2   | Guatemala                   | Estadio Ricardo Saprissa San José, Costa Rica Toeschouwers: 10.500 Scheidsrechter: Benito Archundia (MEX) |
| 8 juni 2005 «onderlinge duels» 20:00 | Hernández 34' Gómez 65' Wanchope 90+2' | Verslag | 74' Villatoro 77' Rodríguez | Estadio Ricardo Saprissa San José, Costa Rica Toeschouwers: 10.500 Scheidsrechter: Benito Archundia (MEX) |

|                                      |        |         |                                      | |
| 8 juni 2005 «onderlinge duels» 20:30 | Panama | 0 – 3   | Verenigde Staten                     | Estadio Rommel Fernández Panama-Stad, Panama Toeschouwers: 17.000 Scheidsrechter: Mauricio Navarro (CAN) |
| 8 juni 2005 «onderlinge duels» 20:30 |        | Verslag | 6' Bocanegra 20' Donovan 40' McBride | Estadio Rommel Fernández Panama-Stad, Panama Toeschouwers: 17.000 Scheidsrechter: Mauricio Navarro (CAN) |

|                                      |                        |         |                    |                                                                                                |
| 8 juni 2005 «onderlinge duels» 19:00 | Mexico                 | 2 – 0   | Trinidad en Tobago | Estadio Universitario Monterrey, Mexico Toeschouwers: 32.833 Scheidsrechter: Kevin Stott (USA) |
| 8 juni 2005 «onderlinge duels» 19:00 | Borgetti 63' Pérez 88' | Verslag |                    | Estadio Universitario Monterrey, Mexico Toeschouwers: 32.833 Scheidsrechter: Kevin Stott (USA) |

### Speelronde zes t/m acht
Op speelronde zeven plaatste de Verenigde Staten zich als eerste voor het WK na een 2-0 overwinning op aartsrivaal Mexico, tussen de 53e en 58e minuut werden beide doelpunten gescoord. Een paar dagen later daarna was het feest in Mexico, na een 5-0 zege op Panama was Mexico zeker van WK-deelname. Voor Leo Beenhakker en zijn "Soccer warriors" was de zevende speeldag cruciaal, tegen directe concurrent Guatemala moest gewonnen worden. Vijf minuten voor tijd leek uitschakeling onvermijdelijk bij een 1-2 stand, maar twee doelpunten van Stern John zorgde voor de onverwachte ommekeer. Met nog twee wedstrijden te gaan had Guatemala één punt voorsprong op Trinidad en Tobago in de strijd om de vierde plaats. 

#### Speeldag zes
|                                           |                          |         |            |                                                                                           |
| 17 augustus 2005 «onderlinge duels» 21:00 | Mexico                   | 2 – 0   | Costa Rica | Aztekenstadion Mexico-Stad, Mexico Toeschouwers: 27.000 Scheidsrechter: Jose Pineda (HON) |
| 17 augustus 2005 «onderlinge duels» 21:00 | Borgetti 63' Fonseca 86' | Verslag |            | Aztekenstadion Mexico-Stad, Mexico Toeschouwers: 27.000 Scheidsrechter: Jose Pineda (HON) |

|                                           |                  |         |                    | |
| 17 augustus 2005 «onderlinge duels» 20:00 | Verenigde Staten | 1 – 0   | Trinidad en Tobago | Rentschler Field East Hartford, Verenigde Staten Toeschouwers: 25.488 Scheidsrechter: Marco Rodríguez (MEX) |
| 17 augustus 2005 «onderlinge duels» 20:00 | McBride 2'       | Verslag |                    | Rentschler Field East Hartford, Verenigde Staten Toeschouwers: 25.488 Scheidsrechter: Marco Rodríguez (MEX) |

|                                           |                               |         |            | |
| 17 augustus 2005 «onderlinge duels» 20:00 | Guatemala                     | 2 – 1   | Panama     | Estadio Mateo Flores Guatemala-Stad, Guatemala Toeschouwers: 24.000 Scheidsrechter: Rodolfo Sibrian (ESA) |
| 17 augustus 2005 «onderlinge duels» 20:00 | Baloy 70' (e.d.) Romero 90+3' | Verslag | 19' Valdés | Estadio Mateo Flores Guatemala-Stad, Guatemala Toeschouwers: 24.000 Scheidsrechter: Rodolfo Sibrian (ESA) |

#### Speeldag zeven
|                                           |            |         |                                   | |
| 3 september 2005 «onderlinge duels» 20:00 | Panama     | 1 – 3   | Costa Rica                        | Estadio Rommel Fernández Panama-Stad, Panama Toeschouwers: 21.000 Scheidsrechter: Kevin Stott (USA) |
| 3 september 2005 «onderlinge duels» 20:00 | Tejada 90' | Verslag | 44' Saborío 51' Centeno 73' Gómez | Estadio Rommel Fernández Panama-Stad, Panama Toeschouwers: 21.000 Scheidsrechter: Kevin Stott (USA) |

|                                           |                          |         |                              | |
| 3 september 2005 «onderlinge duels» 16:30 | Trinidad en Tobago       | 3 – 2   | Guatemala                    | Hasely Crawfordstadion Port of Spain, Trinidad and Tobago Toeschouwers: 15.000 Scheidsrechter: Benito Archundia (MEX) |
| 3 september 2005 «onderlinge duels» 16:30 | Latapy 48' John 85', 86' | Verslag | 3' (e.d.) Andrews 61' Romero | Hasely Crawfordstadion Port of Spain, Trinidad and Tobago Toeschouwers: 15.000 Scheidsrechter: Benito Archundia (MEX) |

|                                           |                         |         |        | |
| 3 september 2005 «onderlinge duels» 19:30 | Verenigde Staten        | 2 – 0   | Mexico | Columbus Crew Stadium Columbus, Verenigde Staten Toeschouwers: 24.685 Scheidsrechter: Carlos Batres (GUA) |
| 3 september 2005 «onderlinge duels» 19:30 | Ralston 53' Beasley 58' | Verslag |        | Columbus Crew Stadium Columbus, Verenigde Staten Toeschouwers: 24.685 Scheidsrechter: Carlos Batres (GUA) |

#### Speeldag acht
|                                           |                         |         |                    | |
| 7 september 2005 «onderlinge duels» 20:00 | Costa Rica              | 2 – 0   | Trinidad en Tobago | Estadio Ricardo Saprissa San José, Costa Rica Toeschouwers: 17.000 Scheidsrechter: Carlos Batres (GUA) |
| 7 september 2005 «onderlinge duels» 20:00 | Saborío 15' Centeno 50' | Verslag |                    | Estadio Ricardo Saprissa San José, Costa Rica Toeschouwers: 17.000 Scheidsrechter: Carlos Batres (GUA) |

|                                           |                                                          |         |        |                                                                                          |
| 7 september 2005 «onderlinge duels» 21:00 | Mexico                                                   | 5 – 0   | Panama | Aztekenstadion Mexico-Stad, Mexico Toeschouwers: 40.000 Scheidsrechter: Brian Hall (USA) |
| 7 september 2005 «onderlinge duels» 21:00 | Pérez 31' Márquez 54' Borgetti 59' Fonseca 75' Pardo 76' | Verslag |        | Aztekenstadion Mexico-Stad, Mexico Toeschouwers: 40.000 Scheidsrechter: Brian Hall (USA) |

|                                           |           |       |                  | |
| 7 september 2005 «onderlinge duels» 20:00 | Guatemala | 0 – 0 | Verenigde Staten | Estadio Mateo Flores Guatemala-Stad, Guatemala Toeschouwers: 27.000 Scheidsrechter: Marco Rodríguez (MEX) |
| 7 september 2005 «onderlinge duels» 20:00 | Verslag   |       |                  | Estadio Mateo Flores Guatemala-Stad, Guatemala Toeschouwers: 27.000 Scheidsrechter: Marco Rodríguez (MEX) |

### Speelronde negen t/m tien

#### Speeldag negen
Op de negende speeldag plaatste Costa Rica zich als derde land voor het WK, het won met 3-0 van de Verenigde Staten, Carlos Hernández scoorde twee doelpunten. Stern John was weer de grote held bij Trinidad en Tobago, dankzij zijn doelpunt tegen Panama namen "the Soccer Warriors" twee punten voorsprong op Guatemala met nog één wedstrijd te spelen.
|                                         |                                 |         |                  | |
| 8 oktober 2005 «onderlinge duels» 19:00 | Costa Rica                      | 3 – 0   | Verenigde Staten | Estadio Ricardo Saprissa San José, Costa Rica Toeschouwers: 30.000 Scheidsrechter: Benito Archundia (MEX) |
| 8 oktober 2005 «onderlinge duels» 19:00 | Wanchope 34' Hernández 60', 88' | Verslag |                  | Estadio Ricardo Saprissa San José, Costa Rica Toeschouwers: 30.000 Scheidsrechter: Benito Archundia (MEX) |

|                                         |                                       |         |                       | |
| 8 oktober 2005 «onderlinge duels» 20:00 | Mexico                                | 5 – 2   | Guatemala             | Estadio Alfonso Lastras San Luis Potosí, Mexico Toeschouwers: 30.000 Scheidsrechter: Peter Prendergast (JAM) |
| 8 oktober 2005 «onderlinge duels» 20:00 | Franco 19' Fonseca 48', 51', 62', 66' | Verslag | 1' Ruiz 53' Poniciano | Estadio Alfonso Lastras San Luis Potosí, Mexico Toeschouwers: 30.000 Scheidsrechter: Peter Prendergast (JAM) |

|                                         |        |         |                    | |
| 8 oktober 2005 «onderlinge duels» 20:00 | Panama | 0 – 1   | Trinidad en Tobago | Estadio Rommel Fernández Panama-Stad, Panama Toeschouwers: 1.000 Scheidsrechter: Mauricio Navarro (CAN) |
| 8 oktober 2005 «onderlinge duels» 20:00 |        | Verslag | 61' John           | Estadio Rommel Fernández Panama-Stad, Panama Toeschouwers: 1.000 Scheidsrechter: Mauricio Navarro (CAN) |

#### Speeldag tien
Omdat Guatemala met 3-1 won van Costa Rica moest Trinidad en Tobago van Mexico winnen om een Play-Off wedstrijd te spelen. Mexico kwam op een 0-1 voorsprong door Lozano, maar nog voor rust zorgde Stern John voor beide doelpunten en in de tweede helft hielden de "Soccer Warriors" stand. Aangezien zowel Beenhakker als de voetbalbond er niet op gerekend hadden de Play-Off kans te halen moest het contract met Leo Beenhakker een maand verlengd worden om de wedstrijden tegen Bahrein te spelen.
|                                          |                          |         |        | |
| 12 oktober 2005 «onderlinge duels» 20:00 | Verenigde Staten         | 2 – 0   | Panama | Gillette Stadium Foxborough, Verenigde Staten Toeschouwers: 9.192 Scheidsrechter: Gilberto Alcalá (MEX) |
| 12 oktober 2005 «onderlinge duels» 20:00 | Martino 51' Twellman 57' | Verslag |        | Gillette Stadium Foxborough, Verenigde Staten Toeschouwers: 9.192 Scheidsrechter: Gilberto Alcalá (MEX) |

|                                          |                    |         |            | |
| 12 oktober 2005 «onderlinge duels» 20:00 | Trinidad en Tobago | 2 – 1   | Mexico     | Hasely Crawfordstadion Port of Spain, Trinidad en Tobago Toeschouwers: 23.000 Scheidsrechter: Jose Pineda (HON) |
| 12 oktober 2005 «onderlinge duels» 20:00 | John 43', 69'      | Verslag | 38' Lozano | Hasely Crawfordstadion Port of Spain, Trinidad en Tobago Toeschouwers: 23.000 Scheidsrechter: Jose Pineda (HON) |

|                                          |                                 |         |            | |
| 12 oktober 2005 «onderlinge duels» 18:00 | Guatemala                       | 3 – 1   | Costa Rica | Estadio Mateo Flores Guatemala-Stad, Guatemala Toeschouwers: 23.912 Scheidsrechter: Brian Hall (USA) |
| 12 oktober 2005 «onderlinge duels» 18:00 | Ponciano 2' García 16' Ruiz 30' | Verslag | 60' Myrie  | Estadio Mateo Flores Guatemala-Stad, Guatemala Toeschouwers: 23.912 Scheidsrechter: Brian Hall (USA) |

## Intercontinentale play-off
Twee kleine landen kregen de gelegenheid zich te plaatsen voor het WK, zowel Trinidad en Tobago als Bahrein verloren meer wedstrijden in hun finale-poule, maar voor beide landen was het genoeg om via een Play-Off wedstrijd kwalificatie af te dwingen. Na de wedstrijd in Port of Spain, die in een 1-1 gelijkspel eindigde zou Bahrein genoeg hebben aan een doelpuntloos gelijkspel zich te plaatsen. In de return scoorde verdediger Dennis Lawrence namens Trinidad en Tobago en Bahrein kon geen vuist maken de achterstand weg te werken. Leo Beenhakker zou de vierde Nederlander zijn, die zich voor de eindronde zou plaatsen. Voor routinier Dwight Yorke, die grote successen kende bij Manchester United en toen in de Australische competitie speelde was het eindelijk een gelegenheid zichzelf te presenteren in een groot toernooi.
|                                                   |                    |         |             |                                                                                              |
| 12 november 2005 «onderlinge duels» 18:30 (UTC−4) | Trinidad en Tobago | 1 – 1   | Bahrein     | Hasely Crawfordstadion, Port of Spain Toeschouwers: 24.991 Scheidsrechter: Mark Shield (AUS) |
| 12 november 2005 «onderlinge duels» 18:30 (UTC−4) | Birchall 76'       | Verslag | 72' Ghuloom | Hasely Crawfordstadion, Port of Spain Toeschouwers: 24.991 Scheidsrechter: Mark Shield (AUS) |

|                                                   |         |         |                    |                                                                                       |
| 16 november 2005 «onderlinge duels» 19:00 (UTC+3) | Bahrein | 0 – 1   | Trinidad en Tobago | Bahrain National Stadium, Riffa Toeschouwers: 35.000 Scheidsrechter: Óscar Ruiz (COL) |
| 16 november 2005 «onderlinge duels» 19:00 (UTC+3) |         | Verslag | 49' Lawrence       | Bahrain National Stadium, Riffa Toeschouwers: 35.000 Scheidsrechter: Óscar Ruiz (COL) |

Trinidad en Tobago wint met 2–1 over twee wedstrijden en plaatst zich voor het wereldkampioenschap voetbal 2006.